# Yasunori Mitsuda

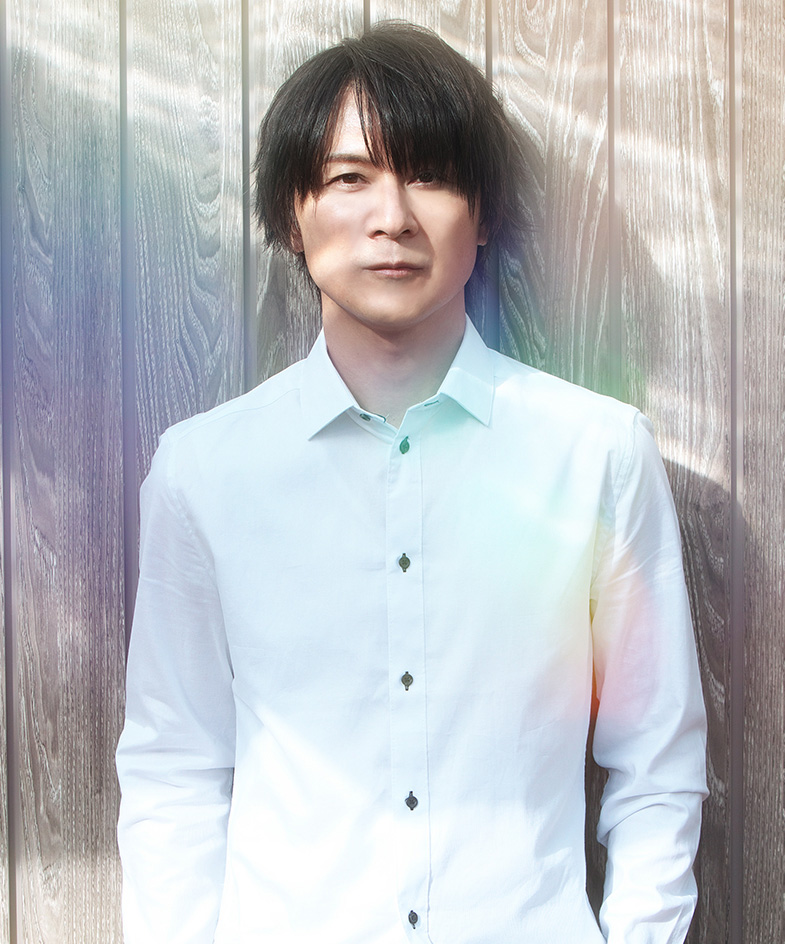
Yasunori Mitsuda, 2019

Yasunori Mitsuda (jap. 光田 康典; Mitsuda Yasunori; * 21. Januar 1972 in Tokuyama (heute: Shūnan)) ist ein japanischer Komponist und Musiker. Bekannt wurde er durch seine Musik für Videospiele, z. B. Chrono Trigger, Xenogears und Mario Party.

## Biografie
Nachdem er von Film-Musik und dem Komponisten Henry Mancini inspiriert worden war, zog er nach Tokio, um dort eine Musikschule zu besuchen. Er durfte bei mehreren Auftritten mitwirken, wodurch er einen Einblick in das Musikgeschäft bekam.
Mit Hilfe des Final-Fantasy-Komponisten Nobuo Uematsu bekam er im April 1992 eine Stelle im Sound-Designer-Team von Square, dem heutigen Square Enix.
Dort fügte er zunächst Musik anderer Komponisten in Videospiele ein. Nach einem Gespräch mit Square-Vizepräsident Hironobu Sakaguchi 1994 wechselte er in das „Chrono-Trigger“-Team. Insgesamt komponierte er 54 Soundtracks für dieses Spiel.